# Vol Merpati Nusantara Airlines 6715
Le vol Merpati Nusantara Airlines 6715 était un vol intérieur à l'Indonésie reliant l'aéroport Sultan Muhammad Salahudin de Bima, sur l'île de Sumbawa, dans la province des petites îles de la Sonde occidentales, à l'aéroport Frans Sales Lega de Ruteng, sur l'île de Florès, distant d'environ 200 km. Le 10 janvier 1995, cette liaison était assurée par un appareil DHC-6 Twin Otter. L'avion a disparu dans le mauvais temps pendant le vol. Il est présumé s'être écrasé en mer. L'accident a coûté la vie à 10 passagers et à 4 membres d'équipage.